# Jessie Ståhl
Jessie Lovisa Ståhl, född Hamrin 20 juli 1906 i Sandseryds landskommun, Jönköpings län, död 16 februari 1999 i Kalmar, var en svensk folkpartistisk politiker. Hon var ordförande i Folkpartiets kvinnoförbund 1962–64.
Jessie Ståhl var ett av sju barn till Felix och Lizzie Hamrin, och syster till Ruth Hamrin-Thorell och Mac Hamrin. Hon påbörjade efter studentexamen en internationell karriär på Internationella arbetsbyrån i Genève i Schweiz. Hon gifte sig med Manne Ståhl.